# Kotharia (Kathiawar)
Kotharia fou un petit estat tributari protegit al prant de Halar a l'agència de Kathiawar, presidència de Bombai amb sis pobles i un únic tributari. La superfície era de 15,5 km² i la població el 1881 de 2.336 habitants. Era un estat de cinquena classe. Els ingressos s'estimaven en 1500 lliures i el tribut era de 94 lliures al govern britànic i 29 lliures al nawab de Junagarh. L'estat fou fundat per Kumar Shri Dadaji fill segon de Thakur Sahib Mehramanji II de Rajkot, que li va cedir el territori amb sis pobles (Kotharia, Vavdi, Vagudad, Khorana, Nagalpur i Pipalia) vers 1733.

## Llista de thakurs
- Thakur Sahib DADAJI MEHRAMANJI, vers 1733
- Thakur Sahib MALOJI I DADAJI (fill)
- Thakur Sahib JETHIJI I MALOJI (fill).
- Thakur Sahib DOSAJI JETHIJI (fill)
- Thakur Sahib MALOJI II DOSAJI (fill)
- Thakur Sahib JETHIJI II MALOJI (fill)
- Thakur Sahib PRATAPSINHJI JETHIJI (fill) ?-1925
- Thakur Sahib SHIVSINHJI PRATAPSINHJI 1925-?
- Thakur Sahib AJITSINHJI SHIVSINHJI